# Пухали (Прушковський повіт)
Пухали (пол. Puchały) — село в Польщі, у гміні Рашин Прушковського повіту Мазовецького воєводства.
Населення — 256 осіб (2011).
У 1975—1998 роках село належало до Варшавського воєводства.

## Демографія
Демографічна структура станом на 31 березня 2011 року:
|          | Загалом | Допрацездатний вік | Працездатний вік | Постпрацездатний вік |
| -------- | ------- | ------------------ | ---------------- | -------------------- |
| Чоловіки | 133     | 32                 | 81               | 20                   |
| Жінки    | 123     | 20                 | 77               | 26                   |
| Разом    | 256     | 52                 | 158              | 46                   |